# Kommos
Kommos (grec: Κομμός) és un port i un jaciment arqueològic prehistòric de l'edat del bronze del sud de Creta (Grècia). Era un port actiu amb connexions freqüents amb el Pròxim Orient que continuaren en època històrica; les riques troballes, i els seus complexos edificis reflecteixen la importància del comerç extern per a l'economia cretenca. El seu nom antic probablement era Amicleu (grec: Αμύκλαιον), la qual cosa reflectiria alguna relació amb Amicles.

Mapa dels jaciments minoics de l'illa de Creta on s'aprecia la ubicació de Kommos, al sud de l'illa, a la rodalia de Festos

## El jaciment
Robin Lane Fox suggereix que hi ha una referència a aquest lloc en l'Odissea (III, 296): "una petita roca refrena les ones". Aquesta petita roca devia ser Papadoplaka, i una platja d'arena submergida unida a la costa hauria format un port natural. Papadoplaka fou destruït parcialment pels bombardeigs aeris de la Segona Guerra Mundial, per eliminar els ports segurs que pogueren usar els enemics dels alemanys.
El lloc atragué per primera volta l'atenció dels arqueòlegs al 1924, quan Arthur Evans sentí parlar d'un magatzem allargat d'atuells trobat allí, i especulà amb l'existència d'una duana de l'edat del bronze. S'han realitzat excavacions al lloc a càrrec de Joseph i Maria Shaw des de 1976.
El jaciment no segueix el tradicional estil palatí minoic. Està construït sobre les ruïnes d'un assentament menor de l'edat de pedra. Conté un sol habitatge de luxe annex al lloc, que dista de ser reial, sis habitatges de grandària respectable al vessant nord i un grup d'habitacions de pedra a la part alta del turó, pertanyents a una comunitat d'agricultors o pescadors.
Tot i que el seu ús originari està en qüestió, el lloc fou abandonat diverses vegades durant la seua llarga vida. Durant aquests períodes, parts del lloc s'usaren com a taller de ceràmica, amb un gran forn. Durant l'època final "palatina" el pati principal esdevingué un varador i s'enderrocà el mur que donava a la mar; s'hi construïren habitacles allargats i estrets oberts en un extrem (edifici P). Creuava el lloc una secció d'una carretera pavimentada, construccions que en aquest temps eren difícils i costoses. Això, juntament amb la conversió del lloc en varador suggereix que s'utilitzà com a port i duana d'un assentament major. Reforça la idea la grandària de les instal·lacions en comparació amb el poblet adjacent. L'ús del lloc durant l'edat del bronze correspon a grans trets amb els canvis de poder de l'important palau de Festos, tot i que això pot reflectir les fluctuacions de població de la plana de Mesarà en conjunt.
A prop es troben l'assentament minoic i el palau de Festos, que són un dels centres principals de la Creta minoica.